# 캐롤 카
캐롤 카, 조지아 주의 미국 여성인 그녀가, 대중에게 크게 알려진, 안락사 논쟁의 중심이 되었는데 2002년에 그녀가 그녀의 두 명의 성인 아들들을 그들이 헌팅턴 병에 걸렸기 때문에 살해했을 때 말이다.
카는 자살 조력에 유죄를 선고받았고 징역 5년형에 처해졌다.
21개월을 복역한 후에, 2004년에 그녀는 가석방되었다.
가석방심사위원회는 다음을 강제했는데 그것은 카의 살아있는 아들, 제임스가 헌팅턴 병에 걸릴 것이 확실하다면, 그의 우선적 보호자로서 일하는 것을 그녀는 금지당할 것이라는 것이다.
카가 그녀의 가석방 기간에 정신 건강 상담을 받아야 한다고 그들은 또한 조건을 걸었다.
캐롤의 막내 아들, 제임스 스캇은 2005년에 허팅턴 병으로 판정 받았다.
카는 그의 보호자가 되도록 허용되지 않았다.

## 같이 보기
- 죽을 권리
- 생명윤리학